# Ctenus smythiesi
Ctenus smythiesi là một loài nhện trong họ Ctenidae.
Loài này thuộc chi Ctenus. Ctenus smythiesi được Eugène Simon miêu tả năm 1897.